# Gornji Vukšinac
Gornji Vukšinac je naseljeno mjesto u Republici Hrvatskoj u Zagrebačkoj županiji. 

## Zemljopis
Administrativno je u sastavu općine Dubrava. Naselje se proteže na površini od 5,31 km².

## Stanovništvo
Prema popisu stanovništva iz 2001. godine u Gornjem Vukšincu živi 146 stanovnika i to u 41 kućanstvu. Gustoća naseljenosti iznosi 27,50 st./km².
| broj stanovnika | 266   | 252   | 299   | 185   | 243   | 404   | 423   | 449   | 248   | 253   | 223   | 195   | 162   | 99    | 146   | 150   | 136   |
|                 | 1857. | 1869. | 1880. | 1890. | 1900. | 1910. | 1921. | 1931. | 1948. | 1953. | 1961. | 1971. | 1981. | 1991. | 2001. | 2011. | 2021. |